# Жимолостеві
Жимолостеві (Caprifoliaceae) — родина рослин, що включає вічнозелені й листопадні чагарники та дерева, а також незначну кількість трав'янистих видів, які ростуть здебільшого в поясі з помірним і субтропічним кліматом Північної півкулі, хоча деякі представники спільноти зустрічаються й у гірських тропічних районах. Усього в родині понад десяток родів і близько п'ятисот видів. Здебільшого представники жимолостевих ростуть у змішаних і листяних лісах та підлісках, проте деякі з них воліють хвойні ліси. Розташування у цільних, лопатевих, рідше трійчастих або перистих листків жимолостевих рослин супротивне. Оснащені приквітками квітки жимолостевих із колесоподібним, трубчастим або дзвінковим віночком можуть формуватися в пазухах листків по одній або утворюють малоквіткові напівпарасольки, але найчастіше суцвіття є верхівковими щитками, гронами, волотями чи колоссям. Запилюють квітки комахи, зокрема жуки, але іноді відбувається й самозапилення. Плід жимолостевих може бути ягодою, кістянкою або коробочкою. Найвідомішими жимолостевими рослинами є калина, сніжноягідник, бузина, жимолость, валеріана, кольквіція, скабіоза та дієрвілла. 

## Поширення і екологія
Ареал охоплює помірний пояс Північної півкулі; в Південній їх небагато, а в тропічному поясі зустрічаються лише в горах; трав'янистих форм дуже мало.

## Ботанічний опис
Листя завжди супротивні, тобто попарно розташовані, у більшості цільні, без прилистків (але у небагатьох вони є).
Квітки як правильні, так і неправильні, — двосторонньо симетричні; тичинок 5; з нижньої зав'язі відбувається плід — ягода або костянка.

## Класифікація

### Традиційна класифікація
Традиційно родину поділяли на три підродини:
- Власне Жимолостеві (Lonicereae). Квітки великі з дзвінковим або трубчастим віночком, у багатьох неправильним; стовпчик довгий; плід здебільшого — ягода. Сюди відносили
  - жимолость (Lonicera),
  - діервіла (Diervilla або Weigelia) — азійсько-американський рід,
  - лінея (Linnaea),
  - сніжноягідник (Symphoricarpus) — американський рід,
  - ще 2 тропічних родів.
- Бузинові (Sambuceae). Квіти дрібні, з коротким колесовидним і правильним віночком; стовпчик квітки дуже короткий і товстий; плід — кістянка з 1-3 насінням; Суцвіття складено з безлічі пар квіток (діхазій), розташованих щитком. Три роди:
  - бузина,
  - калина (Viburnum),
  - тропічний тріостеум, або трикісточник (Triosteum), з 5 видами.
- Адоксові з єдиним родом адокса (Adoxa), або пижмачка, чи мускусна трава (цей рід, через істотну різницю від інших жимолостевих, відносили також до самостійної родиниAdoxaceae або приєднували до родини Ломикаменевих (Saxifragaceae).

### Сучасна класифікація
За інформацією сайту Germplasm Resources Information Network (GRIN), родина жимолостеві містить 37 родів, що відносяться до шести підродини:
- Abelia R.Br. — Абелія (Linnaeoideae)
- Acanthocalyx (DC.) Tiegh. — Акантокалікс (Morinoideae)
- Bassecoia B. L. Burtt (Dipsacoideae)
- Centranthus DC. (Valerianoideae)
- Cephalaria Schrad. — Головчатка, або Цефалярія (Dipsacoideae)
- Cryptothladia (Bunge) M. J. Cannon (Morinoideae)
- Diervilla Mill. — Діервіла (Diervilloideae)
- Dipelta Maxim. — Дипельта (Linnaeoideae)
- Dipsacus L. — Черсак (Dipsacoideae)
- Fedia Gaertn. (Valerianoideae)
- Heptacodium Rehder — Гептакодіум (Caprifolioideae)
- Knautia L. — Короставник (Dipsacoideae)
- Kolkwitzia Graebn. — Кольквиція (Linnaeoideae)
- Leycesteria Wall. — Лейцестериія (Caprifolioideae)
- Linnaea Gronov.; L. — Лінея (Linnaeoideae)
- Lomelosia Raf. (Dipsacoideae)
- Lonicera L. — Жимолость (Caprifolioideae)
- Morina L. — Морина (Morinoideae)
- Nardostachys DC. (Valerianoideae)
- Patrinia Juss. — Патринія (Valerianoideae)
- Plectritis (Lindl.) DC. (Valerianoideae)
- Pseudobetckea (Höck) Lincz. (Valerianoideae)
- Pseudoscabiosa Devesa (Dipsacoideae)
- Pterocephalidium G. López (Dipsacoideae)
- Pterocephalodes V. Mayer & Ehrend. (Dipsacoideae)
- Pterocephalus Adans. (Dipsacoideae)
- Scabiosa L. — Скабіоза (Dipsacoideae)
- Sixalix Raf. (Dipsacoideae)
- Succisa Haller — Сивець (Dipsacoideae)
- Succisella Beck (Dipsacoideae)
- Symphoricarpos Duhamel — Сніжноягідник (Caprifolioideae)
- Triosteum L. — Трикісточник (Caprifolioideae)
- Triplostegia Wall. ex DC. (Dipsacoideae)
- Valeriana L. — Валер'яна (Valerianoideae)
- Valerianella Mill. — Валеріанниця (Valerianoideae)
- Weigela Thunb. — Вайґелія (Diervilloideae)
- Zabelia (Rehder) Makino — Забелія (Linnaeoideae)

За інформацією бази даних  The Plant List , родина включає 53 родів.

## Використання
Застосування жимолостевих невелике. Не даючи ні стройового, ні саморобного лісу, вони зростають в садах, як гарноквітучі чагарники і ліани для алей, груп і вертикального озеленення.
Плоди деяких видів жимолостевих їстівні, за смаком нагадують лохину.